# Московские новости
«Моско́вские но́вости» — советская и российская общественно-политическая газета, издававшаяся до 2014 года. В советское время газета печаталась также в США, Израиле, Германии и Австралии, а всего распространялась в 54 странах мира. Перезапущена как сетевое издание в 2020 году.

## История создания
Газета «Московские новости» создавалась как издание для иностранных специалистов в СССР. Поэтому изначально была создана её англоязычная версия: 5 октября 1930 года под эгидой Всесоюзного общества культурной связи с заграницей начала издаваться газета «Moscow daily news» (непосредственный основатель газеты — американская «левая» журналистка Анна Луиза Стронг, заведующая иностранным отделом — английская коммунистка Роза Коэн). Старейшее российское англоязычное издание. Газета была направлена на информирование прибывающих в СССР экспатов о достижениях молодого советского государства, освещала вопросы политики, культуры, науки, спорта, а также международную повестку.
Анна Стронг непосредственно руководила изданием газеты только первые три месяца работы. За это время она договорилась о сотрудничестве с рядом зарубежных журналистов и авторов. В 1931 году Стронг отправилась в США, чтобы организовать выпуск тиража «Московских новостей» за рубежом, однако после её отъезда советское руководство перехватило контроль над редакцией. При этом Стронг продолжала некоторое время формально числиться главным редактором издания.
В 1932 году главным редактором газеты стал Михаил Бородин, предложивший Анне Стронг стать основателем «Московских новостей» — революционер, член Коминтерна, в 1932-1934 годах также заместитель директора ТАСС. В 1937 году Роза Коэн была арестована и репрессирована в ходе Большого террора.
В 1949 году в ходе борьбы с «космополитами» газета была закрыта, Анну Стронг по обвинению в шпионаже выслали из СССР, а Михаил Бородин был осуждён по «делу Еврейского антифашистского комитета» и отправлен в исправительно-трудовой лагерь в Сибири, где 29 мая 1951 года умер (по другим данным, умер в Лефортовской тюрьме). Издание газеты возобновилось только в 1956 году.

## От хрущёвской «оттепели» до перестройки
После возобновления издания Агентством печати «Новости» на английском языке - появилась также франкоязычная версия газеты. Объединённую редакцию «The Moscow News» и «Les Nouvelles de Moscou» в 1960 году возглавил Яков Ломко. При нём к английской и французской версиям добавились арабская (1969) и испанская. Какое-то время издавались также итальянская, венгерская, финская и другие версии «The Moscow News», версия на международном языке эсперанто.
В 1980 году в связи с проведением в Москве Олимпийских игр Политбюро ЦК КПСС приняло решение об организации выпуска «Московских новостей» на русском языке. «Пилотные» выпуски были подготовлены в марте—мае стараниями представителя ТАСС Олега Аничкина. Другим «отцом» идеи выпуска газеты на русском языке был председатель правления Агентства печати «Новости» Лев Толкунов. Регулярно русскоязычная версия начала издаваться с 6 июля 1980 года. Выступавший против основания русскоязычных «Московских новостей» Яков Ломко покинул пост главного редактора. Первым главным редактором «МН» на русском языке стал Николай Ефимов, главы иноязычных редакций стали назначаться отдельно.
В отличие от русскоязычных «Московских новостей», распространявшихся в тот период только в розницу, арабское, английское, французское и испанское издания были открыты для свободной подписки на всей территории СССР. В большинстве населённых пунктов страны другие газеты на иностранных языках были недоступны, что обеспечило иноязычным версиям «Московских новостей» устойчивый спрос и широкую известность в среде изучающих соответствующие языки, а также преподавателей.
Звёздный час для газеты настал, когда в августе 1986 года её главным редактором стал Егор Яковлев. Во времена перестройки возглавляемые Яковлевым «Московские новости» стали одним из самых популярных и авторитетных СМИ. Это стало результатом новой редакционной политики и принципа «газеты как моста между СССР и Западным миром». Газета часто была «первооткрывателем» ранее запретных тем. Дополнительной рекламой газете служило отсутствие свободной подписки. В сентябре 1990 года Егор Яковлев добился независимости газеты от АПН (затем РИА «Новости», нынешнего агентства «Россия сегодня»), сделав её первым независимым российским СМИ. В число учредителей газеты вошли Егор Яковлев, Юрий Черниченко, Александр Гельман, Юрий Левада. В январе 1991 года была распущена парторганизация, и сотрудники редакции вышли из КПСС.
В последние годы советской власти «Московские новости» выходили, помимо русского и английского, на французском, эстонском, немецком, греческом и испанском языках. Годовые комплекты газеты за 1987—1989 годы были изданы факсимильными изданиями большого книжного формата.
Все иноязычные версии «МН», кроме первоначальной (английской), перестали выходить с развалом СССР в 1991 году.

## Постсоветский период (1991—2014)
После распада СССР при редакторах Лене Карпинском и Викторе Лошаке газета стремительно утратила популярность и авторитет. Это связано как с общим падением уровня жизни, так и с возросшей конкуренцией со стороны новых изданий либерального направления.
В 1990-е и 2000-е годы издательский дом «Московские новости», помимо одноимённой газеты, также выпускал ежедневную газету «Время МН», ежемесячный иллюстрированный цветной журнал «Спорт-клуб», журнал о ювелирной моде «Дорогой» и ещё несколько изданий. Издательский дом также был одним из учредителей популярной молодёжно-музыкальной радиостанции «Maximum». Организовывались регулярные встречи друзей газеты в Клубе «Московских новостей» с участием известных политиков, учёных, бизнесменов, деятелей культуры. Владельцем газеты в те годы являлся Александр Вайнштейн.
В сентябре 2003 года Михаил Ходорковский и Леонид Невзлин пригласили на должность главного редактора газеты «Московские новости» Евгения Киселёва, оставшегося без работы после закрытия канала ТВС. Право на издание газеты перешло к региональной общественной организации «Открытая Россия», учреждённой акционерами нефтяной компании ЮКОС. Помимо Киселёва Ходорковский позвал на должность генерального директора издания Кирилла Легата и организовал при газете Наблюдательный совет из лидеров общественного мнения, который должен был гарантировать независимость и политический (либерально-демократический) характер этого издания. В него вошли Александр Яковлев, Евгений Ясин, Юрий Левада, Людмила Алексеева, Лилия Шевцова, а также Юрий Афанасьев, Юрий Рыжов и Александр Гельман. Спустя два года, летом 2005 года газета была продана Невзлиным новому собственнику (Вадиму Рабиновичу), вследствие чего Евгений Киселёв ушёл из неё.
После того, как главным редактором стал Виталий Третьяков, политическая позиция издания сменилась с либеральной на прогосударственную. С 1 января 2008 года владелец газеты (с осени 2005) израильский бизнесмен Аркадий Гайдамак прекратил её выпуск. В апреле 2008 года бренд снова передан РИА «Новости». Результатом неожиданного увольнения всего трудового коллектива русскоязычной версии «МН» стали многочисленные иски сотрудников в судебные учреждения.
28 марта 2011 года выпуск русскоязычной версии был возобновлён, она стала выходить 5 раз в неделю, по будним дням, а не еженедельно, как было ранее. Перезапуск проекта был подготовлен редакцией газеты «Время новостей» в сотрудничестве с «РИА Новости». Главным редактором издания стал Владимир Гуревич.
В августе 2012 года газета снова сменила формат. При этом почти вся редакция печатной версии, выходившей до этого, уволилась или была уволена, а вместо неё была создана объединённая редакция, занимающаяся и бумажной версией газеты, и сайтом mn.ru.
В последние годы «Московские новости» выходили, помимо русского и английского, также на арабском языке. Выпуск арабоязычной версии был возобновлён РИА «Новости» после 17-летнего перерыва 2 ноября 2009 года. Со 2 февраля 2010 года англоязычная версия стала выходить дважды в неделю — по вторникам и пятницам, однако с 31 июля 2012 года вернулась к еженедельному формату.
В феврале 2014 года решением ликвидационной комиссии РИА «Новости» выпуск бумажной версии издания на всех языках был прекращён.
Какое-то время статьи и материалы, производимые редакцией, продолжали появляться на официальной странице издания в Facebook. 21 апреля 2014 года обновления прекратились, от имени редакции было размещено заявление, что и сайт не будет обновляться «некоторое время». Помещение, в котором работали журналисты последней версии газеты, к середине года было передано российскому интернет-порталу «Украина.ру», проекту «России сегодня», освещающему украинские события с пророссийских позиций.

## Перезапуск (с 2020)
Осенью 2020 года стало известно о перезапуске «Московских новостей» в формате онлайн-СМИ на сайте mn.ru. Обновлённое русскоязычное издание освещает городскую, федеральную и международную повестку, новости политики, экономики, науки и техники, культуры и индустрии развлечений. На сайте представлена новостная лента, развёрнутые заметки с разбором главных событий дня, лонгриды, расследования и авторские колонки. Особое внимание уделяется основным политическим и социокультурным трендам. Главным редактором стал Георгий Прокопов. Помимо сайта, у нового издания имеются телеграм-канал @mnews_ru (180 тысяч подписчиков).
В октябре 2020 года в честь 90-летия «Московский новостей» при участии Сергея Минаева и команды русскоязычного Esquire был запущен исторический проект, содержащий переведённые на русский язык материалы англоязычной версии газеты 1930-х годов, а также исторические справки, архивные материалы и видеолекции (old.mn.ru).

## Журналисты, работавшие в газете
- Нина Агишева
- Евгения Альбац
- Светлана Бабаева
- Игорь Барановский
- Юрий Богомолов
- Сергей Брилёв
- Егор Быковский
- Юрий Васильев
- Василина Васильева
- Виталий Вульф[35]
- Валерий Выжутович[36]
- Наталия Геворкян
- Дина Годер
- Александр Горбунов
- Анна Гордеева
- Андрей Григорьев[37]
- Наталья Давыдова
- Фэнт Ди
- Антон Долин[38]
- Виктор Дятликович[39]
- Геннадий Жаворонков
- Михаил Золотоносов — с 1991 по 2004 г.
- Андрей Иллеш
- Александр Кабаков
- Дмитрий Казутин
- Павел Каныгин[40]
- Борис Кауфман (фотокорреспондент, заведующий отделом иллюстраций в 1976—1991)
- Степан Киселёв
- Александр Колбовский[41]
- Андрей Колесников
- Татьяна Кошкарёва
- Игорь Корольков
- Роуз Коэн  (1931—1937) — зав.иностранным отделом. Расстреляна 28 ноября 1937 г. Реабилитирована ВКВС СССР 8 августа 1956 г.[42]
- Екатерина Кронгауз
- Ирина Лагунина
- Елена Ланкина[43]
- Владимир Лусканов
- Леонид Милославский
- Сергей Миненко
- Александр Мостовщиков (1939—1997)
- Сергей Мостовщиков (заместитель главного редактора)
- Андрей Немзер[44]
- Станислав Натанзон[45]
- Андрей Никольский (фотокорреспондент)
- Дмитрий Остальский
- Андрей Пральников (ум. 3 августа 1997[46])
- Александр Пумпянский (в 1978—1985 первый заместитель главного редактора)
- Алексей Пушков[47] (в 1991—1995 заместитель главного редактора газеты по международным вопросам, главный редактор её зарубежных изданий)
- Антон Размахнин
- Вадим Речкалов
- Михаил Рогожников
- Станислав Ф. Ростоцкий
- Елена Рыковцева[48]
- Татьяна Скоробогатько
- Евгений Слюсаренко
- Алёна Солнцева
- Михаил Солодовников
- Сергей Сычёв
- Гия Саралидзе[49]
- Людмила Телень
- Ксения Туркова
- Пётр Фадеев[50]
- Эдвард Фалковски (1930—1937)[51]
- Алексей Флеровский
- Елена Ханга[52]
- Никита Хрущёв (3 октября 1959 — 22 февраля 2007, внук Никиты Сергеевича Хрущёва, занимался рубрикой «Календарь», отвечал за досье и электронный архив)
- Санобар Шерматова[53][54]
- Владимир Шевелёв
- Михаил Шевелёв (заместитель главного редактора)
- Сергей Шелин
- Виктор Шендерович[55]

## Главные редакторы
- 1932—1949 — Михаил Бородин (Moscow daily news)
- 1960—1980 — Яков Ломко
- 1980—1983 — Николай Ефимов (первый главный редактор русскоязычной версии газеты)
- 1983—1986 — Геннадий Герасимов
- Август 1986 — август 1991[56] — Егор Яковлев
- 1991—1995 — Лен Карпинский
- 1995—2003 — Виктор Лошак
- 2003—2005 — Евгений Киселёв (главный редактор и в последний год генеральный директор, с 2003 по март 2005 — генеральный директор Кирилл Легат)[18]
- Июль — октябрь 2005 — Сергей Грызунов (род. 23 июля 1949; генеральный директор); и. о. главного редактора — Ольга Тимофеева
- 2006—2007 — Виталий Третьяков
- 2011—2014 — Владимир Гуревич (главный редактор сайта mn.ru — Александр Богомолов)
- 2020—2024— Георгий Прокопов
- 2024—н.в. — Александр Берёзкин[источник не указан 181 день]

## Адреса редакции
- Страстной бульвар, 16/2 (угол Страстного бульвара и Тверской улицы) (1956—2003)[57]. 12 декабря 2009 года было снесено здание[58], в котором с 1956 по 2003 год находилась редакция газеты[59] (угол Страстного бульвара и Тверской улицы, рядом с Пушкинской площадью; официальный адрес — Страстной бульвар, дом 2)[60]. На его месте построен[61][62] и в 2016 году заработал отель «СтандАрт».
- Загородное ш., д. 1 (2003—2006)
- 2-я Хуторская улица, дом 38 (2006—2007)
- Зубовский бульвар, дом 4 (здание РИА «Новости») (2011—2014).
- ул. Тимура Фрунзе, 11 с2 (2020—н.в.)

## Награды
Газета награждена орденом Дружбы народов.